# Henricus Vink
Henricus Vink, auch Hendrik Vink oder Heinrich Vinck (* 1740 in Rotterdam; † um 1818), war ein niederländischer Mediziner.

## Leben
Henricus Vink studierte an der Universität Leiden Medizin und promovierte unter dem Rektor Friedrich Wilhelm Pestel am 15. Februar 1765 mit seiner Dissertation De percussione fluidorum zum Dr. phil. und mit seiner Dissertation In Aristotelis dictum ubi desinit physicus ibi incipit medicus zum Dr. der Medizin. Er wirkte später als Stadtarzt in Rotterdam.
Henricus Vink war von 1771 bis 1802 Direktor der Zeeuwsch Genootschap der Wetenschappen und wurde am 20. Oktober 1772 unter der Präsidentschaft des Mediziners Ferdinand Jakob Baier mit dem akademischen Beinamen Heliodorus unter der Matrikel-Nr. 773 Mitglied der Kaiserlichen Leopoldino-Carolinischen Akademie der Naturforscher.

## Schriften
- Henricus Vink: In Aristotelis dictum ubi desinit physicus ibi incipit medicus. Dissertatio physiologico-medica inauguralis, apud Sam. et Joh. Luchtmans, Lugduni Batavorum 1765 (Digitalisat)
- Henricus Vink: De percussione fluidorum. Specimen mathematico-physicum inaugurale, apud Eliam Luzac, Lugduni Batavorum 1765 (Digitalisat)
- H. Vink Lessen over de herkauwing der runderen en tans woedende veeziekte, gehouden op het Theatrum Anatomicum der Stad Rotterdam, den 27, 28, 30, en 31 October 1769. Arrenberg, Rotterdam 1770 (Digitalisat)
- H. Vink Vorlesungen über das Wiederkäuen des Rindviehes und die jetzt wütende Viehseuche gehalten auf dem anatomischen Theater zu Rotterdam den 27. 28. 30. und 31ten Octob. 1769. Schneider, Leipzig 1779 (Digitalisat)